# Restinga Seca (microregio)
Restinga Seca is een van de 35 microregio's van de Braziliaanse deelstaat Rio Grande do Sul. Zij ligt in de mesoregio Centro Ocidental Rio-Grandense en grenst aan de microregio's Cachoeira do Sul, Santa Cruz do Sul, Santa Maria en Santiago. De microregio heeft een oppervlakte van ca. 3.005 km². In 2005 werd het inwoneraantal geschat op 68.118.
Negen gemeenten behoren tot deze microregio:
- Agudo
- Dona Francisca
- Faxinal do Soturno
- Formigueiro
- Ivorá
- Nova Palma
- Restinga Seca
- São João do Polêsine
- Silveira Martins

Mesoregio's: Centro Ocidental Rio-Grandense · Centro Oriental Rio-Grandense · Metropolitana de Porto Alegre · Nordeste Rio-Grandense · Noroeste Rio-Grandense · Sudeste Rio-Grandense · Sudoeste Rio-Grandense

Microregio's: Cachoeira do Sul · Camaquã · Campanha Central · Campanha Meridional · Campanha Ocidental · Carazinho · Caxias do Sul · Cerro Largo · Cruz Alta · Erechim · Frederico Westphalen · Gramado-Canela · Guaporé · Ijuí · Jaguarão · Lajeado-Estrela · Litoral Lagunar · Montenegro · Não-Me-Toque · Osório · Passo Fundo · Pelotas · Porto Alegre · Restinga Seca · Sananduva · Santa Cruz do Sul · Santa Maria · Santa Rosa · Santiago · Santo Ângelo · São Jerônimo · Serras de Sudeste · Soledade · Três Passos · Vacaria